# 費爾黑文鎮區 (密歇根州休倫縣)
費爾黑文鎮區（英語：Fairhaven Township）是位於美國密歇根州休倫縣的一個行政鎮區。

## 地方資料
費爾黑文鎮區的面積為150.30平方千米，當中陸地面積為54.60平方千米，而水域面積為95.90平方千米。根據2020年美國人口普查的數據，當地共有人口1081人，而人口密度為每平方千米7.19人。